# Дворников Георгій Георгійович
Дворников Георгій Георгійович (нар. 17 серпня 1951—13 лютого 1998, Київ) — радянський і український кіноактор.

## Життєпис
Народився 17 серпня 1951 року у Києві в родині робітника.
У 1972 році закінчив Всесоюзний державний інститут кінематографії у Москві.
З 1973 року був актором кіностудії імені Олександра Довженка. Зіграв понад 60 ролей (переважно — другого плану та епізодичні).
Був членом Спілки кінематографістів України.
Помер 13 лютого 1998 року у Києві.

## Фільмографія
Знявся у фільмах:
- «Офіцери» (1971, солдат)
- «Командир щасливої „Щуки“» (1972, Рогожин)
- «Як гартувалась сталь» (1973)
- «Народжена революцією» (1974, Микита)
- «Юркові світанки» (1974, Мельников)
- «Пісня, опалена війною» (солдат)
- «Народжена революцією» (1974)
- «Мустанг-іноходець» (1975, Чарлі)
- «Не віддавай королеву» (1975, Тумарк)
- «Ви Петька не бачили?» (1975)
- «Хвилі Чорного моря» (1975)
- «Ати-бати, йшли солдати…» (1976, Гусєв)
- «Місце спринтера вакантне» (1976)
- «Кость Барабаш з 10 „Б“» (1976, т/ф, Маноха)
- «Тачанка з півдня» (1977), Пироженко)
- «Право на любов» (1977)
- «Талант» (1977)
- «Напередодні прем'єри» (1978, актор)
- «Пісня, обпалена війною» (1978)
- «Підпільний обком діє» (1978)
- «Дачна поїздка сержанта Цибулі» (1979, Коля)
- «Так і буде» (1979, Василь)
- «Бунтівний „Оріон“» (1979, Оболенський)
- «Беремо все на себе» (1980, Федір Калинушкін)
- «Високий перевал» (1981, Буянцєв)
- «Осіння дорога до мами» (1981, к/м)
- «Фауст» (1982, Брандер)
- «Без року тиждень» (1982, Олександр Степанов)
- «На вагу золота» (1983)
- «Не було б щастя...» (1983)
- «Вантаж без маркування» (1984)
- «Одиниця „з обманом“» (1984)
- «Батальйони просять вогню» (1985)
- «Кармелюк» (1985)
- «Контрудар» (1985, кінооператор)
- «Кожен мисливець бажає знати...» (1985)
- «За покликом серця» (1985)
- «Борис Годунов» (1986, епізод)
- «Капітан „Пілігрима“» (1986)
- «Міст через життя» (1986)
- «Нас водила молодість...» (1986)
- «Щасливий, хто кохав...» (1986, Гунько)
- «Борис Годунов» (1987, фільм-опера; Митюха (співає Сергій Матвєєв)
- «Казка про гучний барабан» (1987, Хвиля)
- «Жменяки» (1987)
- «Дорога до пекла» (1988)
- «Дама з папугою» (1988, Жора)
- «Важко бути богом» (1989)
- «Зелений вогонь кози» (1989)
- «Допінг для янголів» (1990)
- «Проєкт „Альфа“» (1990, Костянтин Петрович)
- «Імітатор» (1990)
- «Одіссея капітана Блада» (1991)
- «Ніагара» (1991)
- «Прорив» (1991)
- «Серця трьох» (1992)
- «Вбивство в Саншайн-Менор» (1992, бармен)
- «Заручники страху» (1993)
- «Роман імператора» (1993)
- «Очікуючи вантаж на рейді Фучжоу біля пагоди» (1994)
- «Викуп» (1994)
- «Веселенька поїздка» (1994, турист)
- «Геллі і Нок» (1995)
- «Роксолана» (Частина перша «Настуня») (1997, т/с, Гасан)
- «Роксолана 2. Любимая жена Халифа» (1997—1998, т/с, Гасан) та ін.